# Port lotniczy Brno-Tuřany

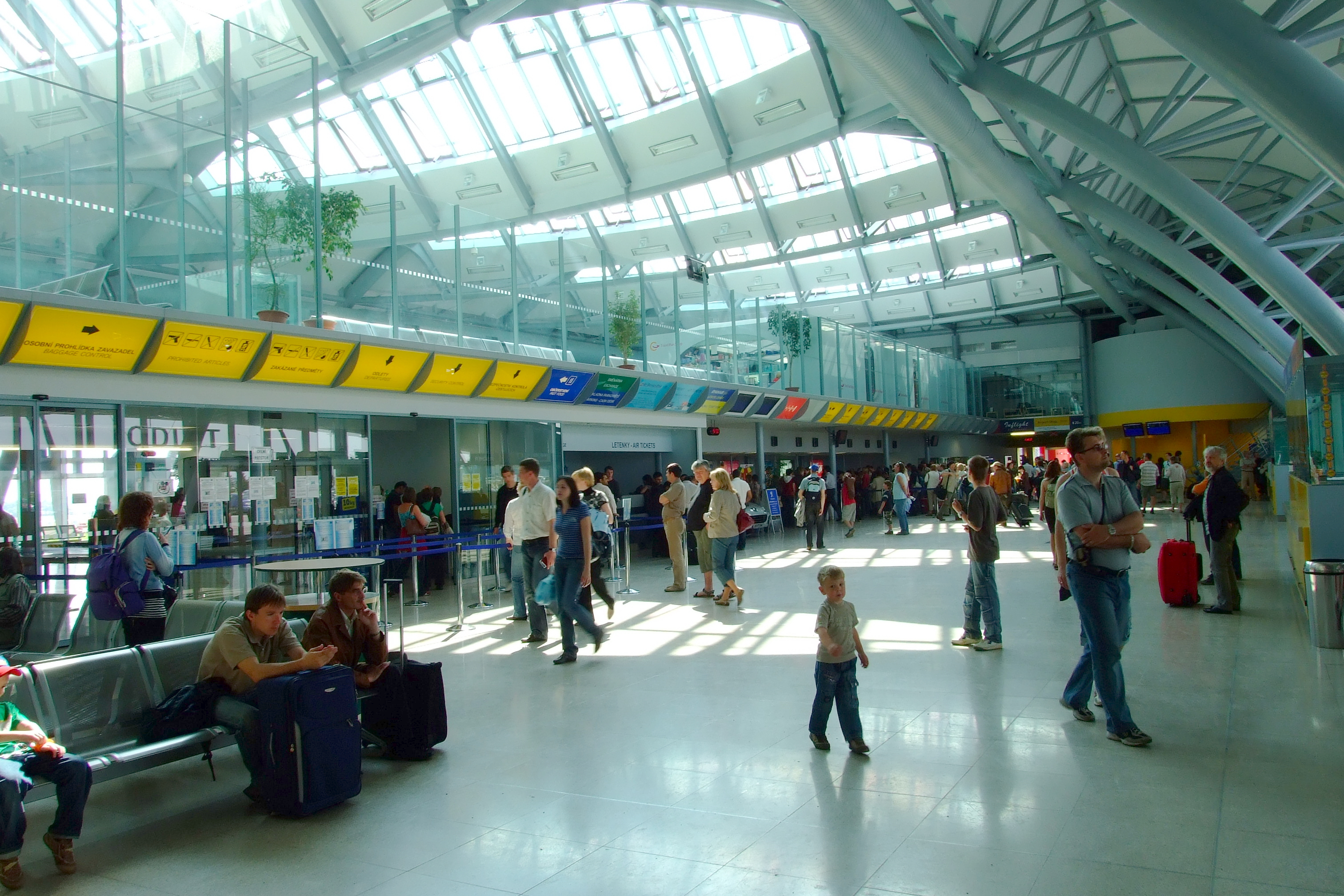
Wnętrze terminalu

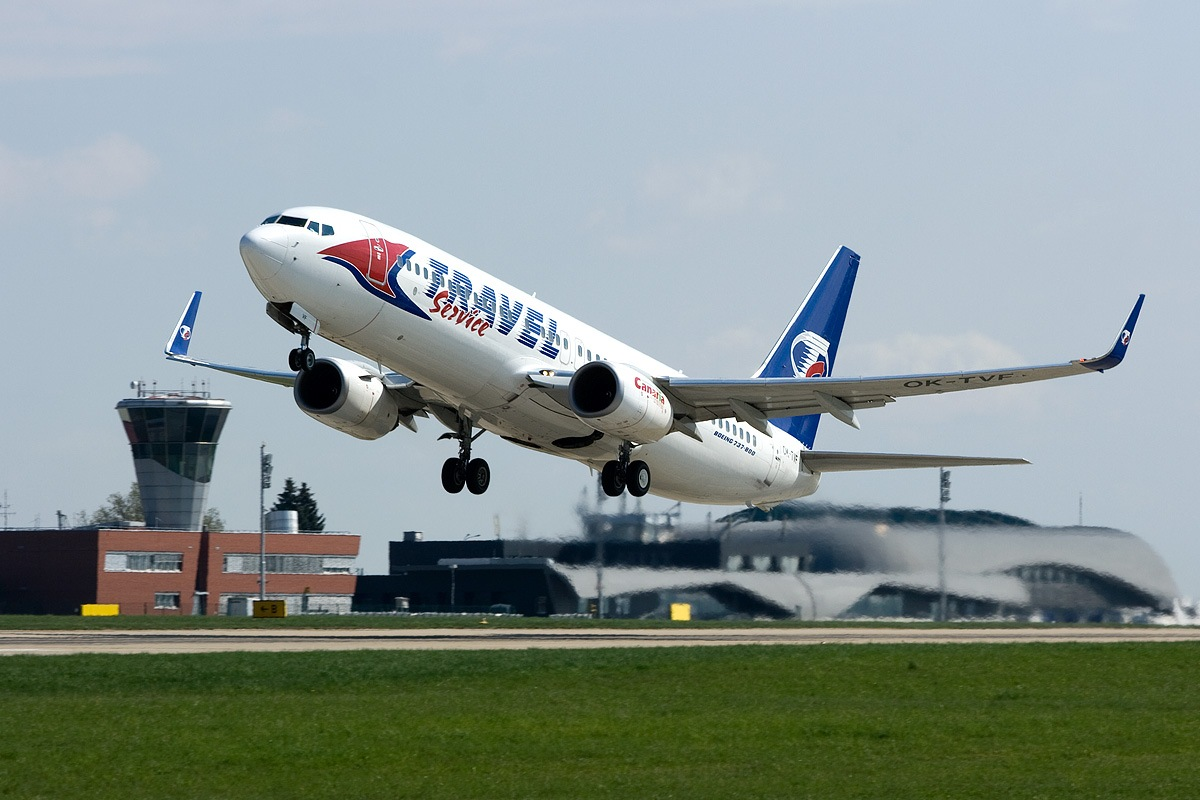
B737 Travel Service

Port lotniczy Brno-Tuřany (cz.: Letiště Brno-Tuřany, kod IATA: BRQ, kod ICAO: LKTB) – międzynarodowe lotnisko położone 7,5 km na południowy wschód od centrum Brna.
Lotnisko Brno-Tuřany wydaje bezpłatny własny magazyn "Flying Mag", który jest możliwy do znalezienia na terenie portu lotniczego.

## Kierunki lotów i linie lotnicze
| Linia lotnicza  | Kierunek |
| --------------- | --- |
| Aegean Airlines | Sezonowe czartery: 1. Saloniki |
| Air Montenegro  | Sezonowo: 1. Tivat Sezonowe czartery: 1. Tirana (od 12 czerwca 2024) |
| Bulgaria Air    | Sezonowe czartery: 1. Burgas (od 8 czerwca 2024) |
| Neos            | Sezonowe czartery: 1. Phuket |
| Ryanair         | 1. Londyn-Stansted 2. Mediolan-Bergamo |
| Sky Express     | Sezonowe czartery: 1. Chania (od 8 czerwca 2025) |
| Smartwings      | Sezonowo: 1. Antalya 2. Burgas 3. Korfu 4. Heraklion 5. Hurghada 6. Kos 7. Lamezia Terme 8. Marsa Alam 9. Rodos 10. Teneryfa-Południe 11. Warna 12. Zakintos Sezonowe czartery: 1. Almería (od 6 czerwca 2024) 1. Boa Vista 2. Comiso (od 4 czerwca 2024) 3. Dalaman (od 11 czerwca 2024) 4. Dżerba 5. Enfidha 6. Fuerteventura 7. Izmir (od 3 czerwca 2024) 8. Kawala 9. Larnaka (od 9 czerwca 2024) 10. Madera 11. Marsa Matruh (od 19 maja 2024) 12. Monastyr 13. Murcja-Corvera 14. Sal 15. Taba 16. Tirana 17. Wolos |

### Cargo
| Linia lotnicza        | Kierunek          |
| --------------------- | ----------------- |
| TNT Airways           | 1. Liège 2. Praga |
| Turkmenistan Airlines | 1. Aszchabad      |

## Dojazd na lotnisko
Tak za dnia jak i w nocy na brneńskie lotnisko łatwo można się dostać autobusem. Między godziną 5:30 i 22:30 na lotnisko kursuje autobus numer 76, który odjeżdża spod głównego dworca co pół godziny. Między godziną 23:00 i 5:00 zaś, trasa obsługiwana jest przez linię 89.
Jazda taksówką między centrum miasta a lotniskiem trwa około 20 minut i kosztuje w granicach 300 CZK.
Przy lotnisku znajdują się także biura 5 wypożyczalni samochodów: Avis, Hertz, Europcar, Sixt i Budget.

## Historia
Historia lotniska w Brnie rozpoczęła się w 1923 roku, kiedy okręg Cernovice został wybrany przez ministerstwo infrastruktury jako najlepsze miejsce do stworzenia lotniska.
Pierwszym Samolotem, który wylądował na lotnisku był 12 osobowy samolot pasażerski Farman-Goliath - miało to miejsce 23 maja 1926 roku. Dzień później kolejny samolot, lecący z Pragi De Havilland z 24 pasażerami na pokładzie został posadzony na pasie startowym. Te dwa wydarzenia traktowane są jako początek lotnictwa w Brnie.
Regularne loty zostały rozpoczęte w 1927 roku, początkowo na trasie Brno - Gliwice - Wrocław - Berlin, oraz Brno - Wiedeń. Transport powietrzny ze stolicy Moraw zyskał na znaczeniu szczególnie w latach 1927 - 1930, kiedy obsługiwane były połączenia m.in. z Pragą, Bratysławą, Bukaresztem, Kluż Napoka, Sarajewem i Zagrzebiem. Z powodu kryzysu finansowego i jego późniejszych konsekwencji, w roku 1935 wszystkie międzynarodowe połączenia zostały zaniechane. W tym momencie lotnisko w Brnie, które wówczas było drugim pod względem wielkości miastem Czechosłowacji, zaczęło tracić na znaczeniu na rzecz lotniska w Bratysławie. Regularne loty do Pragi i innych miast zostały wznowione dopiero po zakończeniu II wojny światowej. W tym okresie technologie stosowane w lotnictwie zostały znacznie unowocześnione a standard lotniska w Černovicach i trawiasty pas startowy przestały spełniać swoją rolę. W tym czasie podjęto pierwsze negocjacje w celu stworzenia nowego lotniska Brno-Tuřany w nadziei na przywrócenie ważnej roli Brna w transporcie powietrznym, wykorzystując jego korzystne położenie geograficzne. Budowa rozpoczęła się w roku 1950, hale odpraw zostały zbudowane w 1967 roku a od 1972 lotnisko było ciągle powiększane. Zakończenie budowy miało miejsce w 1986 roku, status międzynarodowego lotniska przyznano 3 lata później, w 1989 roku.
Lotnisko przeszło dwie kompleksowe modernizacje, pierwszą w 1994 roku, drugą w 2002 - przeprowadzoną przez Czeski Urząd Lotnictwa; koszt inwestycji wyniósł 160 mln CZK.
23 marca 2005 Ryanair rozpoczął regularne loty do Londynu. W tym samym roku odbyła się także budowa nowego terminalu pasażerskiego, sfinansowana z budżetu Unii Europejskiej. Finalizacja projektu miała miejsce 18 września 2006. Budynek Terminala w 2007 otrzymał nagrodę „Building of the Year”.